# Мек (фараон)
Мек је био прединастички фараон древног Египта. Он је био фараон који је владао у делти Нила. Једини запис у којем се спомиње његово име је Камен из Палерма, где се налазе имена свих прединастичких фараона. Он је највероватније наследник фараона Bазнера. Његов наследник је највероватније био Дјуа.